# Akant

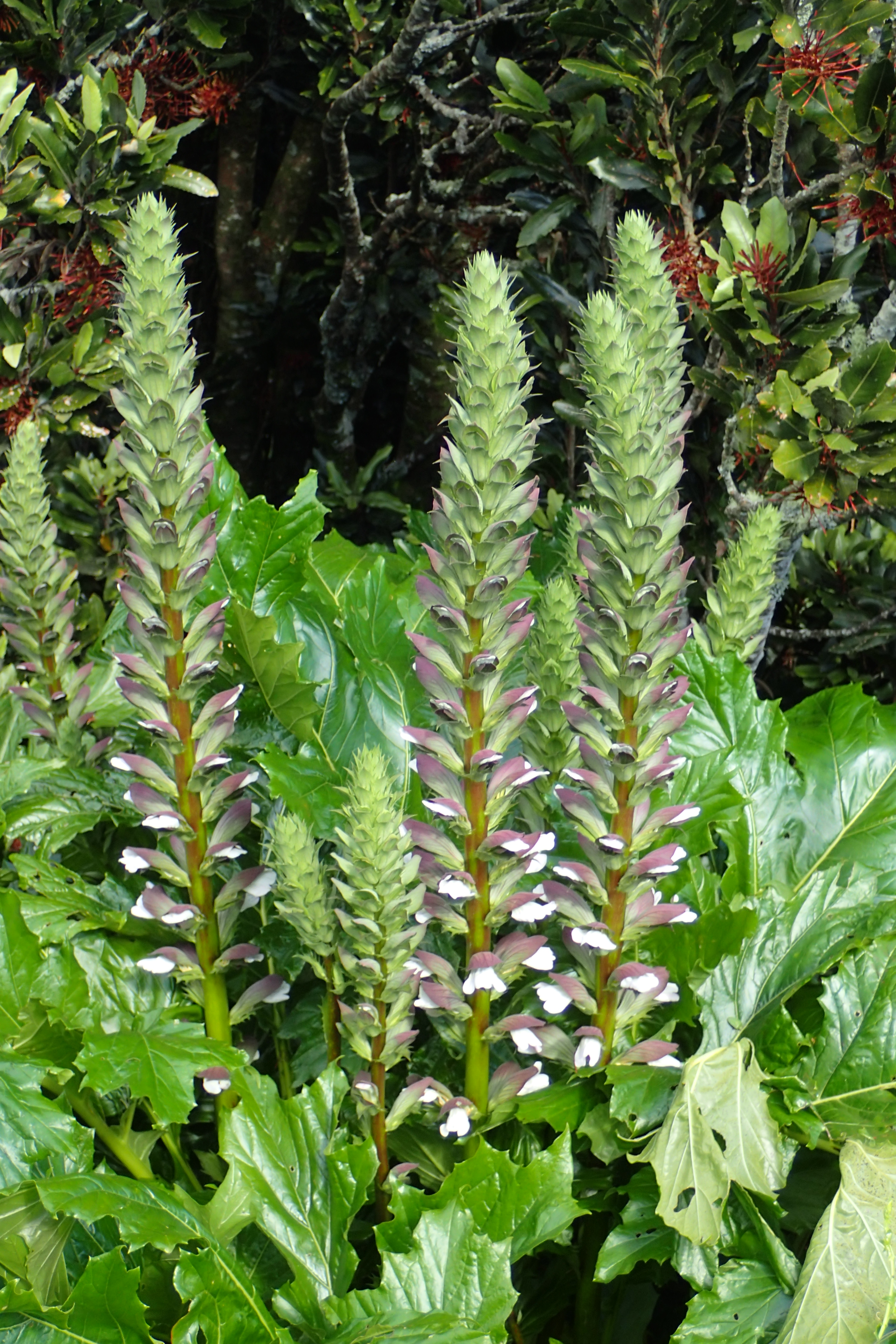
Akant miękki

Akant (Acanthus L.; z gr. = ákanthos) – rodzaj roślin należących do rodziny akantowatych (Acanthaceae). Obejmuje ok. 30 gatunków. Występują one w strefie tropikalnej i subtropikalnej Starego Świata, z jednym gatunkiem sięgającym północnej Australii. W Europie rosną trzy gatunki. Rośliny te rosną zarówno na pustyniach, jak i w lasach namorzynowych, na suchych stokach i w widnych lasach. Wiele gatunków jest uprawianych jako rośliny ozdobne. Motyw liścia akantu miękkiego lub kłującego jest od Starożytności wykorzystywanym ornamentem w architekturze. Niektóre gatunki wykorzystywane są lokalnie w ziołolecznictwie.

## Morfologia

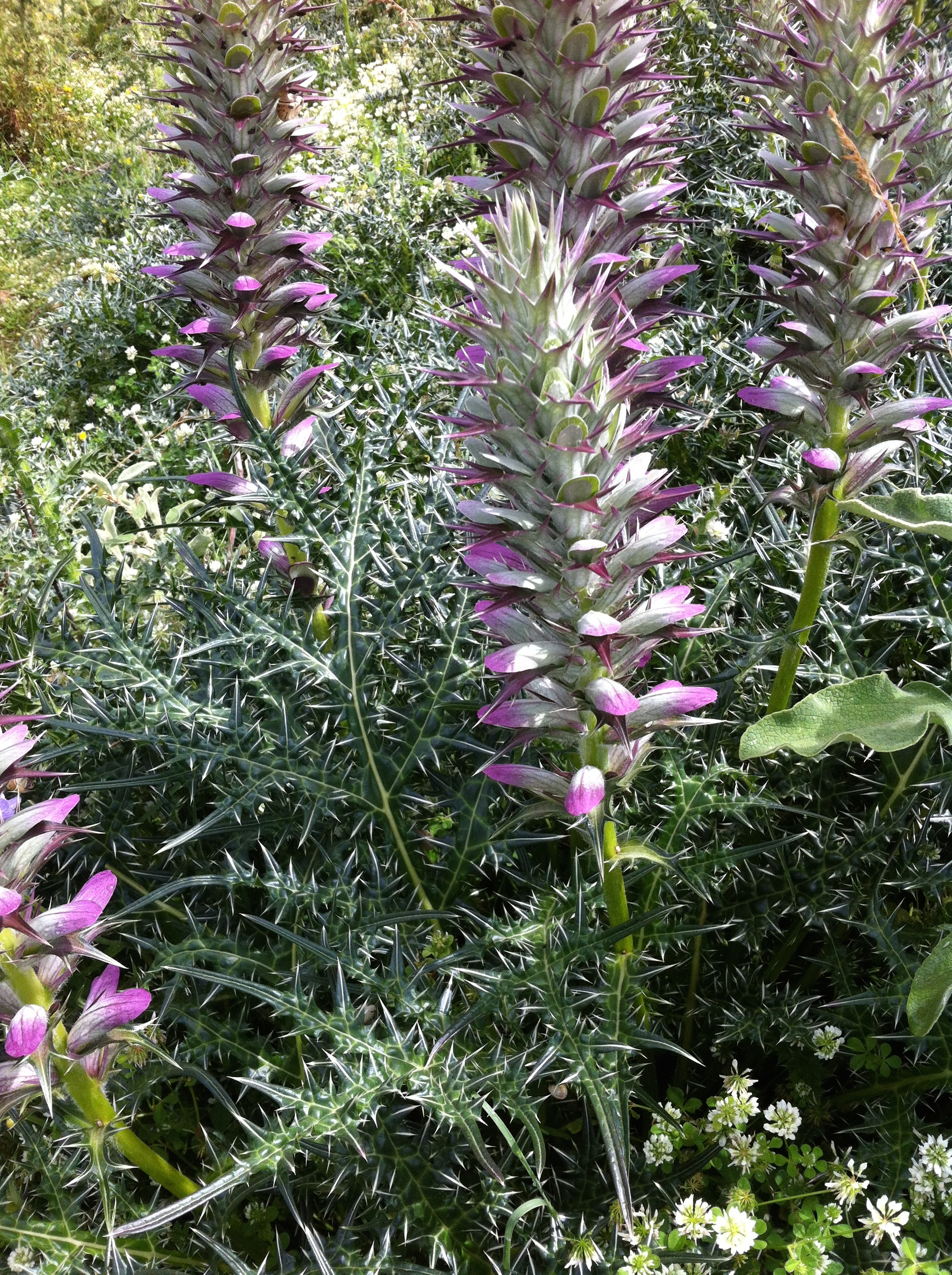
Akant kłujący

PokrójByliny, krzewy (do 3 m wysokości) lub rzadziej rośliny jednoroczne. Pędy prosto wzniesione lub płożące.
LiścieNaprzeciwległe lub zebrane w rozetę przyziemną, ogonkowe. Blaszka liściowa całobrzega lub wcinana, często kolczasta na brzegu.
KwiatyZebrane w kłosowate kwiatostany szczytowe. Kwiaty wsparte są wygiętymi, jajowatymi i kolczastymi przysadkami. Kielich tworzony jest przez cztery działki, z których górna tworzy okazałą wargę osłaniającą od góry kwiat, dwie boczne są krótkie i wąskie, dolna działka tworzy mniejszą wargę dolną, wyciętą na końcu. Płatki korony zrośnięte są u nasady w rurkę, którą kończy pojedyncza, trójłatkowa warga. Korona ma barwę białą, zieloną, różową lub czerwoną. Pręciki cztery, na tęgich, sztywnych nitkach. Zalążnia górna, dwukomorowa, z dwoma zalążkami w każdej z komór. Szyjka słupka pojedyncza, cienka, zakończona rozwidlonym znamieniem.
OwoceTorebki elipsoidalne, kilkunasienne.

## Systematyka
Rodzaj z plemienia Acantheae z podrodziny Acanthoideae w obrębie rodziny akantowatych Acanthaceae.
Wykaz gatunków
- Acanthus arboreus Forssk.
- Acanthus austromontanus Vollesen
- Acanthus carduaceus Griff.
- Acanthus caudatus Lindau
- Acanthus dioscoridis L.
- Acanthus ebracteatus Vahl
- Acanthus eminens C.B.Clarke
- Acanthus flexicaulis Bremek
- Acanthus gaed Lindau
- Acanthus greuterianus Snogerup, B.Snogerup & Strid
- Acanthus guineensis Heine & P.Taylor
- Acanthus hirsutus Boiss.
- Acanthus hungaricus (Borbás) Baen.  – akant długolistny
- Acanthus ilicifolius L.
- Acanthus kulalensis Vollesen
- Acanthus latisepalus C.B.Clarke
- Acanthus leucostachyus Wall. ex Nees
- Acanthus longibracteatus Kurz
- Acanthus mayaccanus Büttner
- Acanthus mollis L.  – akant miękki
- Acanthus montanus (Nees) T.Anderson
- Acanthus polystachius Delile
- Acanthus sennii Chiov.
- Acanthus seretii De Wild.
- Acanthus spinosus L.  – akant kłujący
- Acanthus ueleensis De Wild.
- Acanthus villaeanus De Wild.
- Acanthus volubilis Wall.
- Acanthus xiamenensis R.T.Zhang

## Zastosowanie
- Roślina ozdobna: od czasów starożytnych sadzona w parkach i ogrodach.
- Liście były motywem dekoracyjnym.

## Akant w sztuce

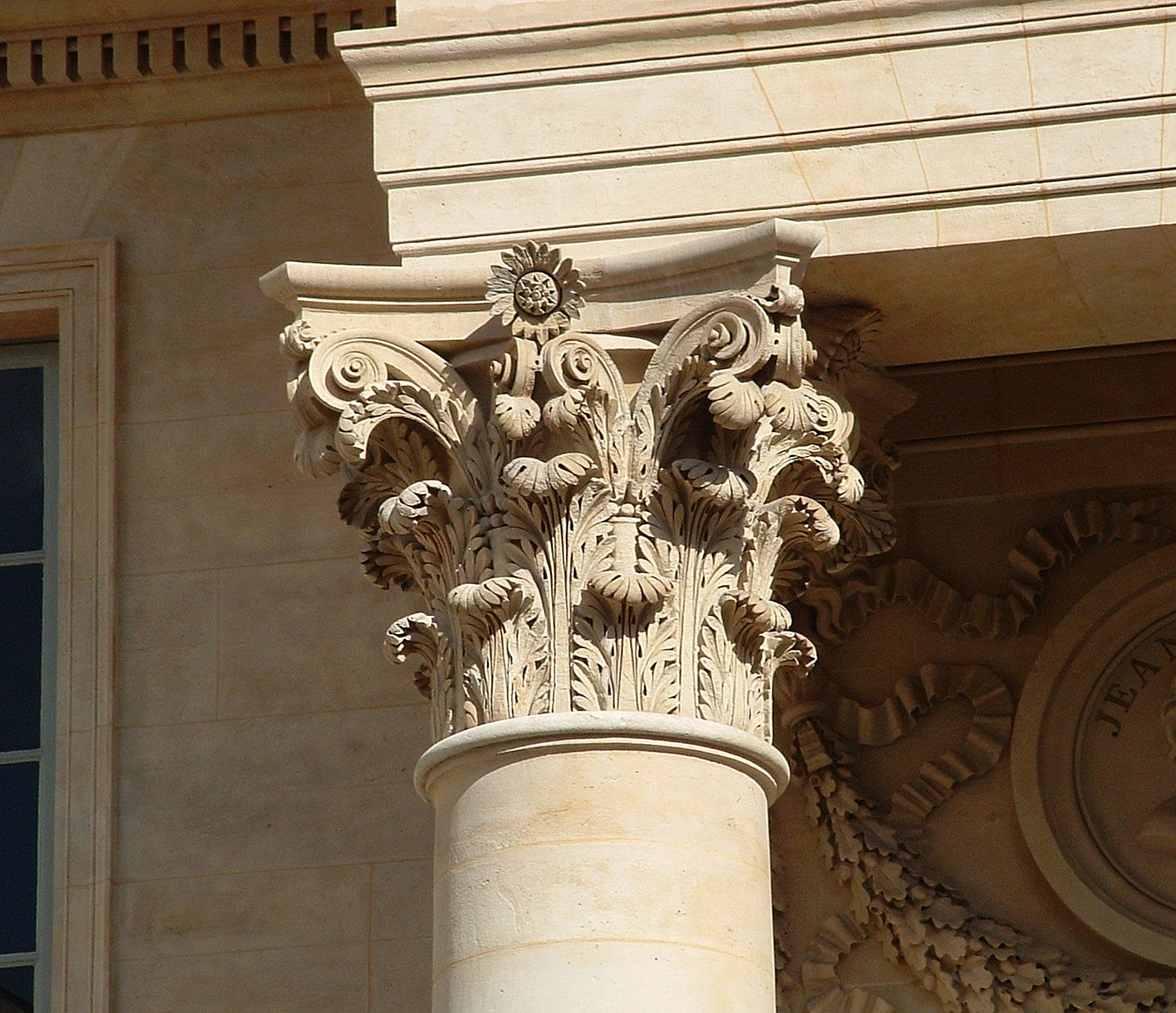
Kapitel kolumny korynckiej zdobny w stylizowane liście akantu

Dzięki swojemu wyglądowi akant stał się motywem dekoracyjnym w postaci stylizowanego liścia śródziemnomorskiej rośliny (patrz akant (ornament)). Motyw ten występował w architekturze starożytnej Grecji i Rzymu, później powtarzany był w renesansie, baroku i klasycyzmie.